# Bangladeschische Badmintonmeisterschaft 1997
Die Bangladeschische Badmintonmeisterschaft 1997 war die 20. Austragung der nationalen Titelkämpfe im Badminton in Bangladesch.

## Sieger und Finalisten
| Disziplin    | Gold                                           | Silber                                           |
| ------------ | ---------------------------------------------- | ------------------------------------------------ |
| Herreneinzel | Mahbubur Rob (Biman)                           | Rasel Kabir Sumon (Biman)                        |
| Dameneinzel  | Alina Begum (Biman)                            | Konika Rani Adhikary (Biman)                     |
| Herrendoppel | Mahbubur Rob Sarwar Hossain (Biman)            | Rinku Hamid (Pabna)                              |
| Damendoppel  | Alina Begum Ayesha Khatun Nuri (Biman)         | Konika Rani Adhikary Sharmin Akthar Momo (Biman) |
| Mixed        | Rasel Kabir Sumon Konika Rani Adhikary (Biman) | Kazi Hasinur Rahman Shakil Alina Begum (Biman)   |